# St. Johannes Baptista (Dettum)

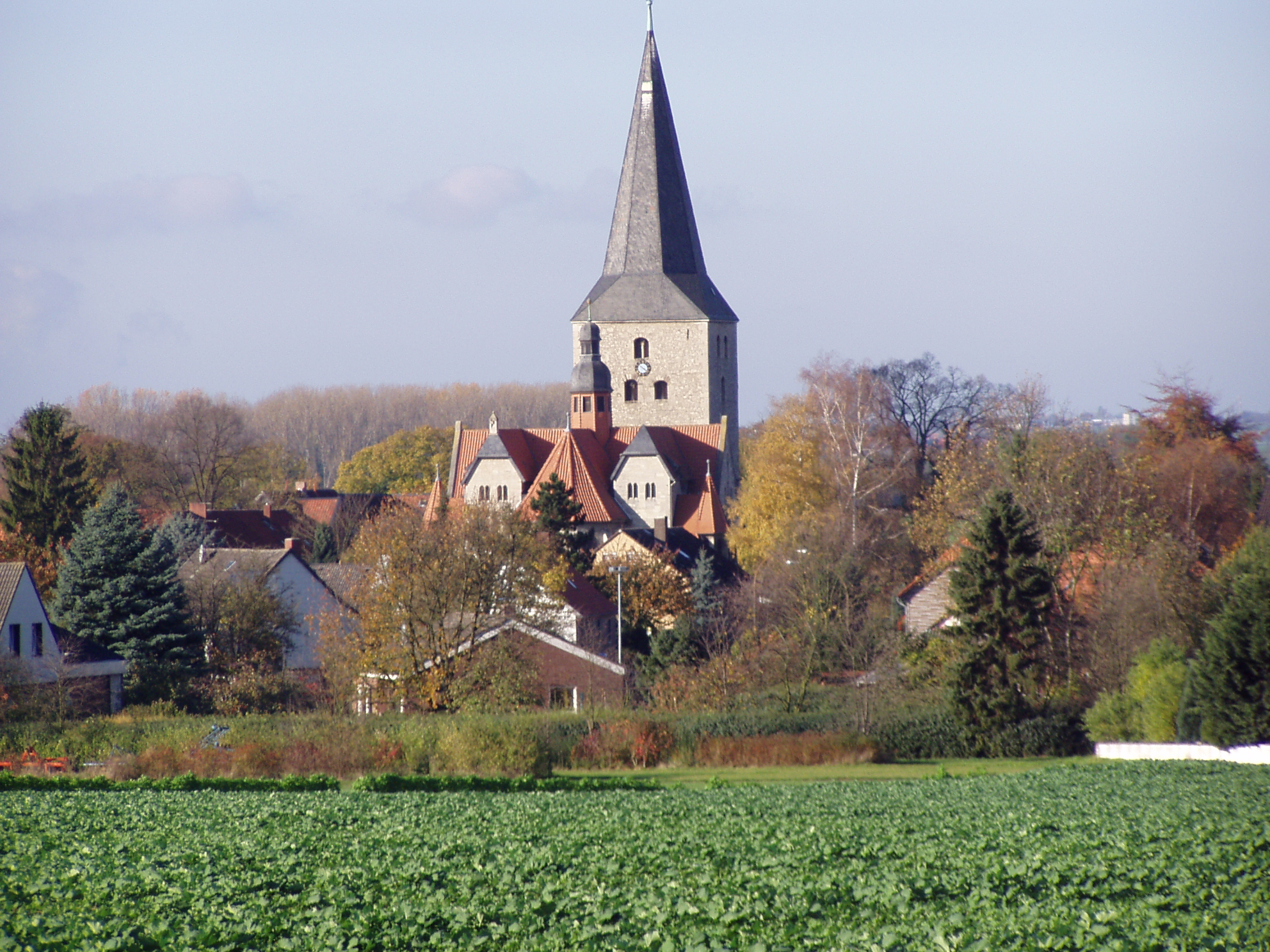
St. Johannes Baptista

Die evangelisch-lutherische denkmalgeschützte Kirche St. Johannes Baptista steht in Dettum, einer Gemeinde im Landkreis Wolfenbüttel in Niedersachsen. Die Kirchengemeinden in Dettum, Kneitlingen und Evessen wurden zur Kirchengemeinde Martin-Luther Dettum der Propstei Schöppenstedt in der Evangelisch-lutherischen Landeskirche in Braunschweig zusammengefasst.

## Beschreibung
Die gotische Kreuzkirche wurde erstmals um 1300 erwähnt. Sie besteht aus einem Langhaus, einem wenig schmaleren Chor und einem Kirchturm aus Bruchsteinen im Westen. Die großen Bogenfenster des Langhauses und das Portal im Süden des Turms entstanden im 18. Jahrhundert. 1906 wurde die Kirche durch ein zweigeschossiges Querschiff, einen achtseitigen Vierungsturm und ein 7/10-Polygon des Chors, der ursprünglich einen gerade Abschluss hatte, in neugotischen Formen erweitert. Im Querschiff befinden sich steinerne Emporen. Der Innenraum des Langhauses ist mit einem Kreuzrippengewölbe zu zwei Jochen überspannt, dessen Gewölberippen aus den gedrungenen Diensten unvermittelt hervor wachsen. Der ebenfalls zweijochige Chor hat ebenfalls ein Kreuzrippengewölbe.
Zur Kirchenausstattung gehören ein Kruzifix über dem Altar aus der ersten Hälfte des 13. Jahrhunderts und ein spätgotisches Relief mit einer Kreuzigungsgruppe.